# Maison d'enfance de Ray Charles
Pour les articles homonymes, voir Ray Charles.
La maison d'enfance de Ray Charles (Ray Charles Childhood Home, en anglais) est la maison-musée de 2009, de style Crackers de Floride, du 443 avenue Ray Charles de Greenville en Floride aux États-Unis, où Ray Charles (1930-2004, surnommé Le Génie « The Genius » légende américaine du jazz-blues-rhythm and blues-soul-gospel) passe quelques années de son enfance dans les années 1930. La maison musée est marquée d'une plaque commémorative « Florida Historical Markers F-651 »,.

## Historique

### Enfance de Ray Charles
Aretha Williams, la mère de Ray Charles, est originaire de cette petite ville de Greenville d'environ 800 habitants au nord de la Floride. Enceinte par son père adoptif, de Ray et de son frère jumeau George, elle aménage un temps à Albany en Géorgie à 150 km au nord-est, ou naissent les jumeaux le 23 septembre 1930, avant de revenir rapidement s'installer avec sa belle mère adoptive, Margaret Robinson, dans cette maison en bois de quatre pièces de style Crackers de Floride d'environ 80 m², sans électricité, ni plomberie, avec cheminée, poêle à bois, et eau du puits (comme la plupart des maisons de cette époque) ou Ray Charles passe son enfance.

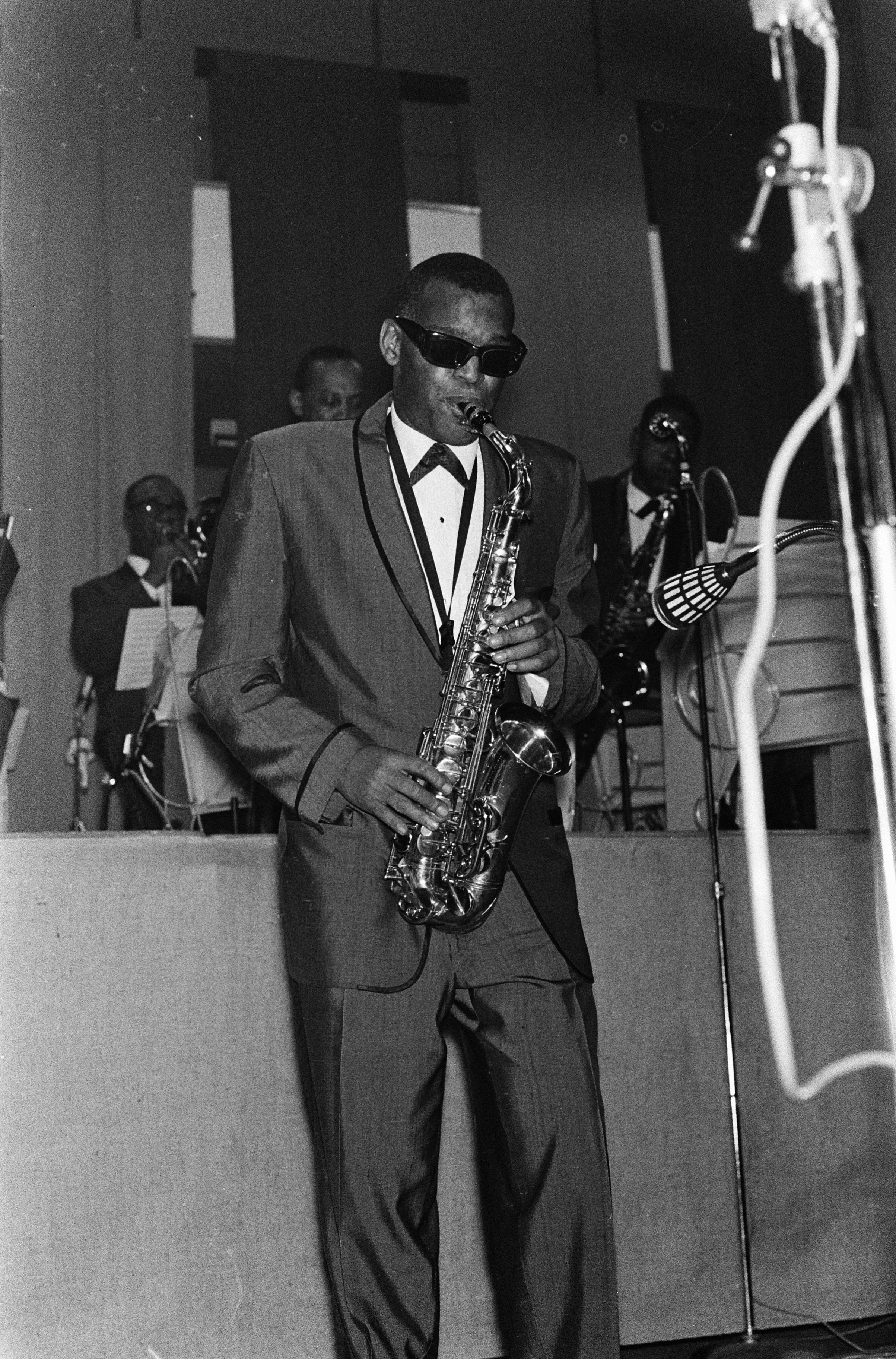
1963
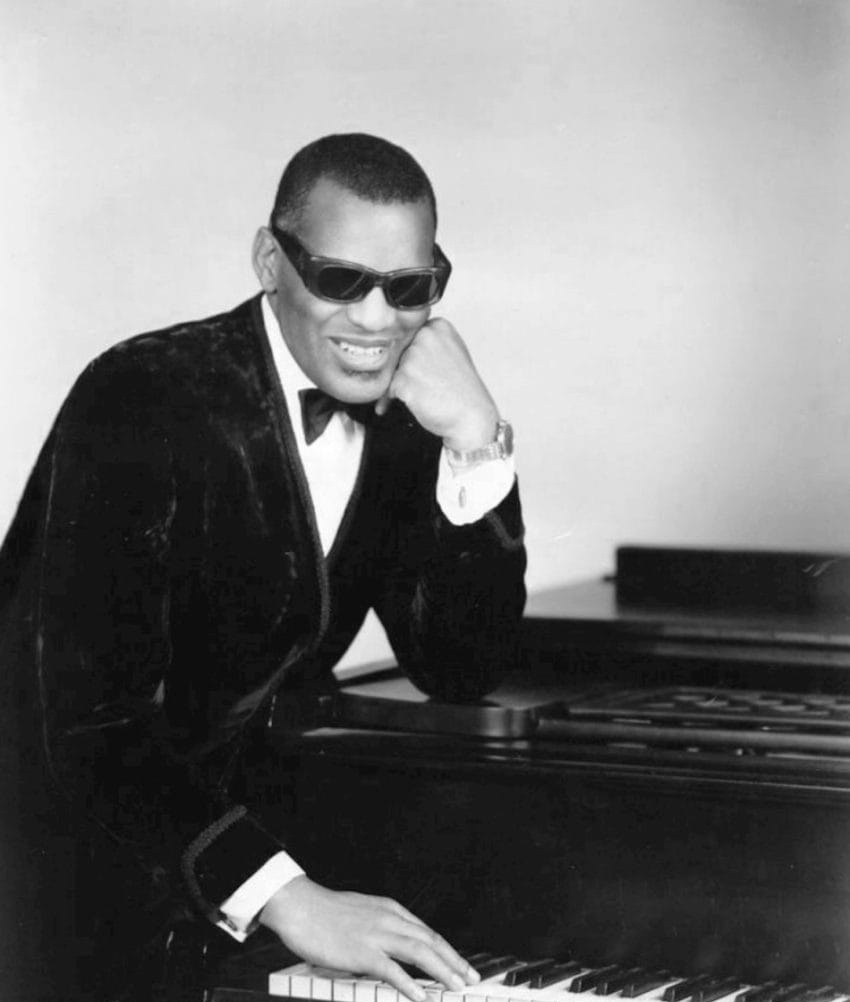
1969
1984

Il apprend le piano stride à partir de l'age de 5 ans, et perd totalement la vue à l'age de 7 ans. Il entre alors en pension entre 1937 à 1945 (durant 9 ans) à l'institut spécialisé pour sourd et aveugle de Saint Augustine en Floride, ou il apprend entre autres la musique en braille, le piano, la clarinette, et le saxophone jusqu'à la disparition de sa mère alors qu'il a 14 ans. Il commence alors à se produire dans les clubs de jazz d'Orlando (Floride) et de Floride, avant d'entamer sa carrière nationale et internationale à l'âge de 16 ans, pour devenir rapidement un des plus célèbres jazzmans de l'histoire du jazz, surnommé « The Genius » avec plus de 60 albums et plus de 10 000 concerts...

## Musée

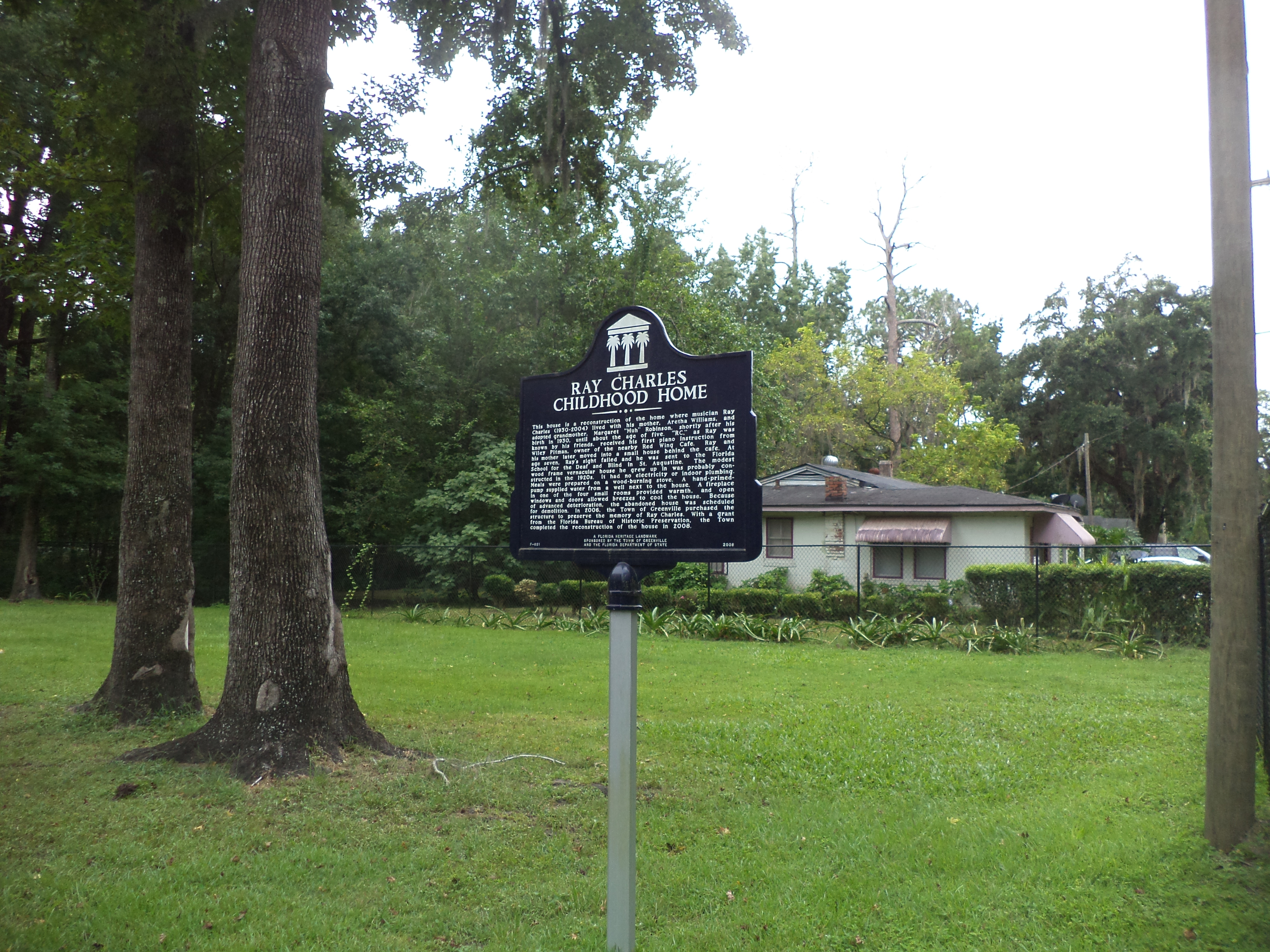
Florida Historical Markers F-651

En 2006 (2 ans après sa disparition du 10 juin 2004 dans sa maison de Beverly Hills à Los Angeles en Californie) la municipalité achète cette maison en ruine pour la sauver de la destruction, et la faire entièrement restaurer en 2008 en maison d'enfance-musée Ray Charles  avec l'aide de subvention du bureau des monuments historiques de Floride. Le musée est ouvert au tourisme international le 23 septembre 2009 pour l'occasion du 79e anniversaire de Ray Charles, et l’avenue devant la maison est rebaptisé de son nom.

## Musique

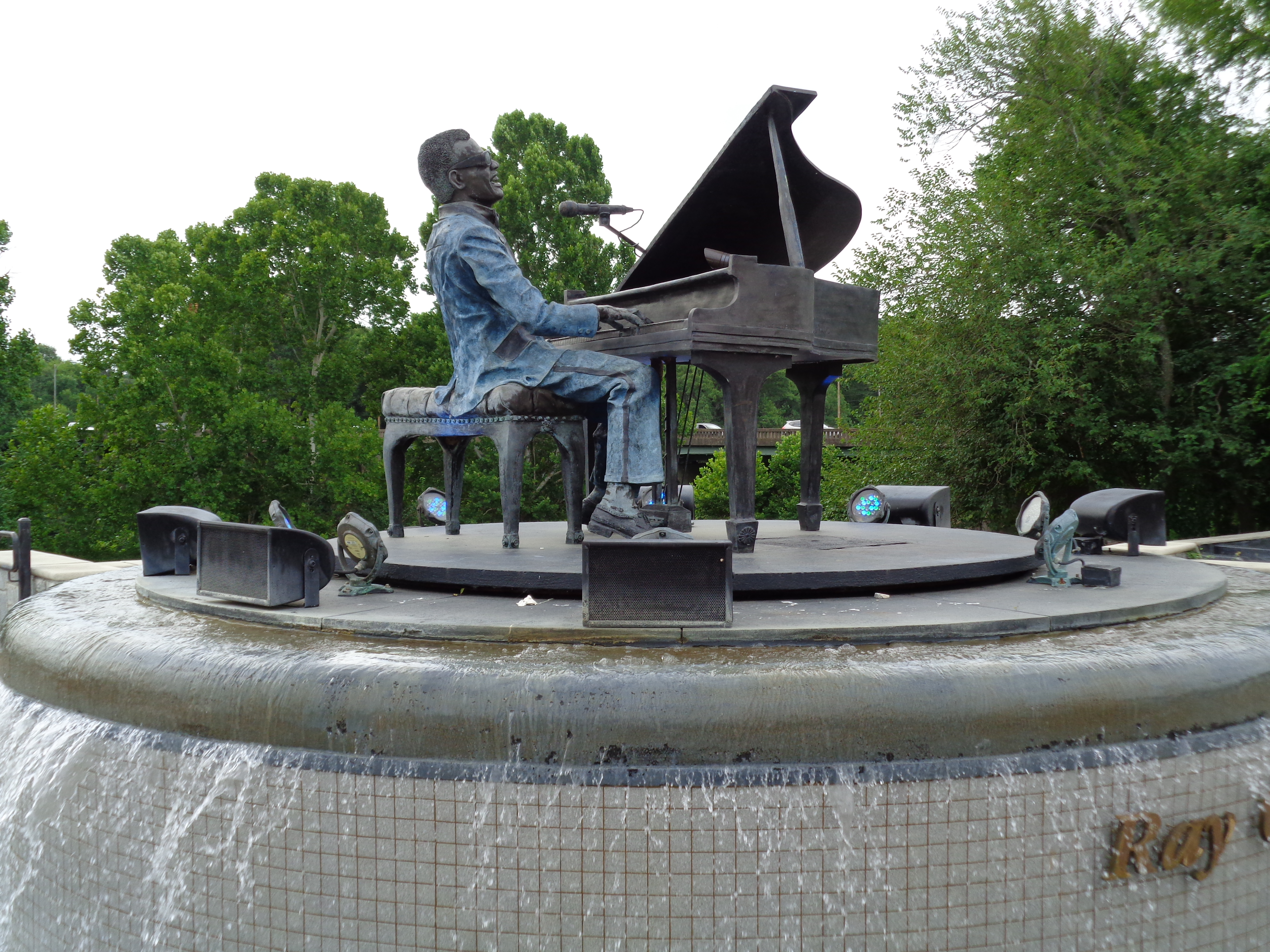
Statue de Ray Charles de la place Ray Charles d'Albany en Géorgie

L'important succès populaire international de sa reprise de Georgia on My Mind (Géorgie, ou Georgia de mes souvenirs) pour son album The Genius Hits the Road de 1960, vendu à plus d'un million d’exemplaires (44e plus importante chanson de tous les temps du magazine Rolling Stone) fait référence avec un certain flou artistique à une Georgia de sa vie, et ou à la région frontalière entre la Floride et l'État de Géorgie de son enfance, auxquelles il reste très attaché de cœur toute sa vie, et dont la Géorgie fait son hymne officiel à la suite de son interprétation devant l'Assemblée générale de Géorgie du 24 avril 1979.

## Film
- 2005 : Ray de Taylor Hackford, film biographique avec Jamie Foxx, Oscar du meilleur acteur 2005 pour son rôle de Ray Charles.